# Otterton
Otterton ist ein Dorf und ein Civil parish in der Grafschaft Devon im Südwesten von England. Im Jahre 2001 hatte Otterton 700 Einwohner. Es gehört zum District East Devon und liegt am Fluss Otter.
Otterton liegt circa 17 Kilometer südöstlich der Stadt Exeter, drei Kilometer nördlich von Budleigh Salterton und vier Kilometer südwestlich von Sidmouth.